# Cheilinus fasciatus
Червоногрудий Хейлін (Cheilinus fasciatus) — вид риб родини Labridae.

## Назва
В англійській мові має назви «Червоногрудий губан» (англ. Red-breasted wrasse).

## Опис
Риба до 36 см. Морда зелена, що переходить на тілі у червоний, і далі з світло-чорними та білими смугами. Кінець хвоста великих дорослих осіб — рваний.

## Поведінка
Харчується придонними безхребетними. Часто підпливає до людей.

## Галерея

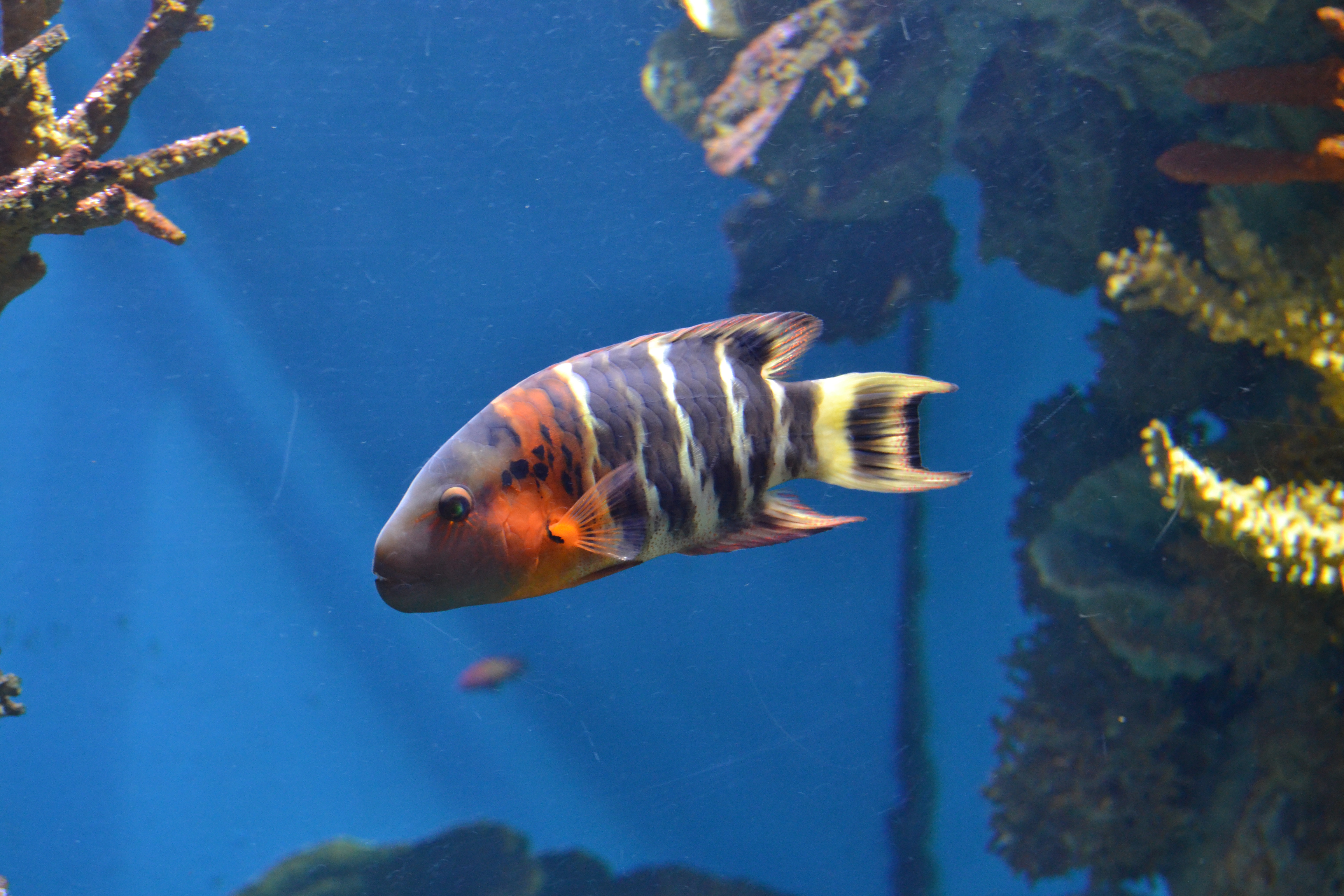
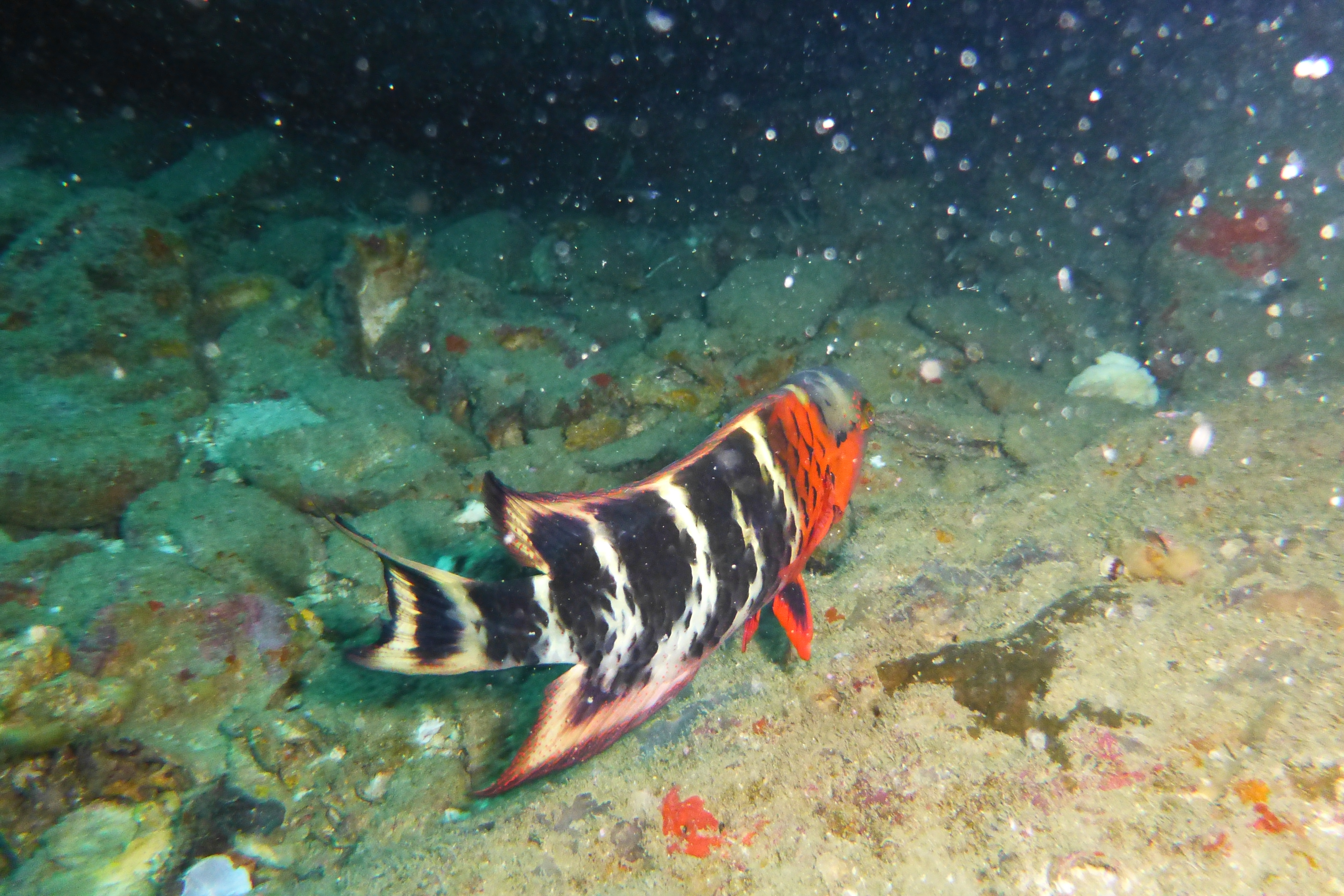

## Поширення та середовище існування
Живе у затоках та рифах з водостями від 4 до 40 м глибини. Часто зустрічається у місцях, де є корали, пісок та камінці. Від Червоного моря та Південної Африки до Західного Тихого океану.